# Villa Oretorp
Villa Oretorp är en byggnad i Östra Sönnarslöv, som ritades av Helgo Zettervall och uppfördes 1871 för greve Robert De la Gardie.
Villa Oretorp ligger vid foten av Linderödsåsens sluttning och ett par kilometer öster om Maltesholms slott. Byggnaden med dess  oregelbundna planform; torn, verandor och många takfall är inspirerad av italiensk och schweizisk villaarkitektur. Den är ett exempel på det sena 1800-talets påkostade villaarkitektur.
Murverket var från början tänkt att vara tvåfärgat och murat i horisontella band, ett sätt att konstruera murverk, som följde kontinentala mönster. Helgo Zettervall använde det senare för Hovbeslagsskolan i Alnarp.  
Villan blev byggnadsminne 1981.